# 13157 Серфосс
13157 Серфосс (13157 Searfoss) — астероїд головного поясу, відкритий 15 жовтня 1995 року.
Тіссеранів параметр щодо Юпітера — 3,648.